# 扇毛螨属
扇毛螨属（学名：Cheyletia）为肉食螨科的一个属。

## 下级分类
本属包括以下物种：
- Cheyletia flabellifera (Michael, 1878)